# Hypolycaena figulus
Hypolycaena figulus är en fjärilsart som beskrevs av Hans Fruhstorfer 1912. Hypolycaena figulus ingår i släktet Hypolycaena och familjen juvelvingar. Inga underarter finns listade i Catalogue of Life.